# Wajiria
Wajiria fou un petit estat tributari protegit del grup de Sankheda Mehwas, a l'agència de Rewa Kantha, presidència de Bombai.
Tenia una superfície de 54 km² amb 22 pobles. Els ingressos s'estimaven en 3.248 lliures i el tribut era de 500 lliures que es pagaven al Gaikwar de Baroda. A la mort del sobirà Kalubawa el 1883 va pujar al tron el seu fill Kesar Khan, de 6 anys, sota administració britànica que ja s'havia iniciat en temps del seu pare que havia estat declarat incapacitat.